# Yacine Hima
Yacine Hima (Lyon, 25 maart 1985) is een in Frankrijk geboren middenvelder met de Algerijnse nationaliteit, die uitkomt voor Neftçi Bakoe. 
| seizoen | club                    | land          | competitie           | wed. | goals |
| ------- | ----------------------- | ------------- | -------------------- | ---- | ----- |
| 2004/05 | Olympique Lyonnais      | Frankrijk     | Ligue 1              | 0    | 0     |
| 2005/06 | → LB Châteauroux (huur) | Frankrijk     | Ligue 2              | 27   | 6     |
| 2006/07 | → FC Aarau (huur)       | Zwitserland   | Challenge League     | 15   | 0     |
| 2007/08 | Al-Watani               | Saoedi-Arabië | Saudi First Division | 25   | 2     |
| 2008/10 | AC Bellinzona           | Zwitserland   | Axpo Super League    | 51   | 5     |
| 2010/11 | KAS Eupen               | België        | Jupiler Pro League   | 5    | 0     |
| 2011/12 | Neftçi Bakoe            | Azerbeidzjan  | Yüksək Dəstə         | 7    | 0     |
|         |                         |               | Totaal               | 130  | 13    |